# Кідуму Мантанту
Кідуму Мантанту (фр. Kidumu Mantantu, нар. 17 листопада 1946) — заїрський футболіст, що грав на позиції півзахисника.
Виступав, зокрема, за клуби «Дьяблес Руж» та «Імана», а також національну збірну Заїру. У складі збірної — дворазовий володар Кубка африканських націй.

## Клубна кар'єра
У дорослому футболі дебютував 1966 року виступами за команду «Дьябле Руж» з міста Мбанза-Нгунгу, в якій провів сім сезонів.
1973 року перейшов до клубу «Імана», за який відіграв 6 сезонів і двічі став чемпіоном Заїру. Завершив професійну кар'єру футболіста виступами за команду «Мотема Пембе» у 1978 році.

## Виступи за збірну
1968 року дебютував в офіційних матчах у складі національної збірної Демократичної Республіки Конго, вигравши того року Кубок африканських націй 1968 року в Ефіопії, зігравши на турнірі в трьох іграх, в тому числі у фіналі проти Гани (1:0), і забивши два голи.
Згодом брав участь у кубках африканських націй 1970 та 1972 року, зігравши по дві гри, а на Кубку африканських націй 1974 року в Єгипті здобув другий для себе титул континентального чемпіона, знову зігравши в тому числі і у фінальному матчі, а загалом провівши на тому турнірі 5 ігор і забивши 1 гол.
Того ж 1974 року був учасником першої в історії для збірної ДР Конго/Заїру світової першості — чемпіонату світу 1974 у ФРН. У своїй групі команда зайняла останнє 4 місце, поступившись Шотландії, Бразилії та Югославії. Мантанту зіграв в усіх трьох матчах, а команда встановила антирекорд чемпіонатів світу, пропустивши 14 голів і не забивши жодного.
Останнім великим турніром для Мантанту став Кубок африканських націй 1976 року, п'ятий поспіль за ліком, на якому Заїр посів останнє місце у групі, а Кідуму зіграв у всіх трьох іграх своєї команди. Загалом протягом кар'єри у національній команді провів у її формі 28 матчів і забив 4 голи.

## Титули і досягнення
- Чемпіон Заїру (2):

«Імана» : 1974, 1978
- Володар Кубка африканських націй (2):

ДР Конго / Заїр: 1968, 1974